# Goldener Spatz 1983
Das 3. Nationale Festival Goldener Spatz für Kinderfilme der DDR in Kino und Fernsehen fand vom 4. Februar bis zum 11. Februar 1983 in Gera statt. Es war die dritte Auflage des Kinderfilmfestivals Goldener Spatz, welches 1979 erstmals stattfand.

## Ablauf
Unter der Leitung von Präsidentin Beate Hanspach wurde das Festival durch den Film Die Schüsse der Arche Noah, unter der Regie von Egon Schlegel, eröffnet. Der Eröffnungsfilm war Teil des ausgewählten Wettbewerbsprogramms aus 19 Animationsfilmen, 16 Dokumentarfilmen und Beiträgen der Fernsehpublizistik, 16 Spielfilme und Fernsehspielen.
Die Wettbewerbsveranstaltungen fanden im Panorama-Palast und dem Bergarbeiter-Kulturhaus statt. Für die anderen Festivalbeiträge und das Familien-Film-Fest wurden das Metropol-Theater und das Geraer Haus der Kultur genutzt. Ehrengast des Familien-Film-Fests war der Schauspieler Gojko Mitić. Insgesamt besuchten 34.962 Kinder und 325 Fachgäste die Veranstaltungen. In Gemeinden der Region, wie z. B. Zeulenroda, wurden einige der Veranstaltungen dann noch einmal wiederholt. Zu diesen Veranstaltungen kamen zusätzlich noch einmal 3.637 Kinder.

## Preisträger
Folgend sind alle Preisträger des 3. Nationalen Festivals "Goldener Spatz" für Kinderfilme der DDR in Kino und Fernsehen aufgelistet:

### Preise der Jury des jungen Publikums
Erstmals vergab die 11-köpfige Jury des jungen Publikums aus Gera und Umgebung den Preis für den besten Spielfilm/Fernsehspiel an drei der 16 gezeigten Filme dieser Kategorie.
- Spielfilm/Fernsehspiel: Pianke, Regie: Gunter Friedrich, Produktion: Fernsehen der DDR
- Spielfilm/Fernsehspiel: Spuk im Hochhaus, Regie: Günter Meyer, Produktion: Fernsehen der DDR
- Spielfilm/Fernsehspiel: Die Schüsse der Arche Noah, Regie: Egon Schlegel, Produktion: DEFA-Studio für Spielfilme
- Dokumentarfilm/Fernsehpublizistik: Der alte Rhin, Regie: Wolfgang Bartsch, Produktion: DEFA-Studio für Dokumentarfilme
- Animation: Die fliegende Windmühle, Regie: Günter Rätz, Produktion: DEFA-Studio für Trickfilme

### Preise der Fachjury
- Spielfilm/Fernsehspiel: Sabine Kleist, 7 Jahre…, Regie: Helmut Dziuba, Produktion: DEFA-Studio für Spielfilme
- Dokumentarfilm/Fernsehpublizistik: Über die Berge, Regie: Jochen Kraußer, Produktion: DEFA-Studio für Dokumentarfilme
- Animation: Die kleine Hexe, Regie: Bruno J. Böttge/Manfred Henke, Produktion: DEFA-Studio für Trickfilme